# Apache Shale
Apache Shale — проєкт Apache Software Foundation, в рамках якого з 2004 року велася розробка альтернативи JavaServer Faces (JSF) для Apache Struts, MVC-середовища для розробки вебзастосунків на Java.
Розробки Apache Shale у квітні 2009 переміщені в репозиторій застарілих проєктів Apache Attic, але деякий код планується інтегрувати в проєкт Apache MyFaces.

## Виноски
1. ↑  shale-user mailing list archives. Архів оригіналу за 17 серпня 2011. Процитовано 2 квітня 2012.
2. ↑  Объявлено о закрытии проекта Apache Shale. Архів оригіналу за 14 липня 2014. Процитовано 2 квітня 2012.